# Frances Langford
Frances Newbern Langford (Lakeland, 4 april 1913 - Jensen Beach, 11 juli 2005) was een Amerikaanse zangeres, entertainer en actrice. Tijdens de Tweede Wereldoorlog toerde ze met komiek Bob Hope om Amerikaanse soldaten te vermaken. Haar grootste succes was "I'm in the Mood for Love".

## Radio en films
Langford wilde eigenlijk operazangeres worden, maar moest na een operatie haar aspiraties opgeven. Ze ging zich richten op de populaire muziek van die tijd, met name de bigband-stijl. Haar bijnaam werd the Florida Thrush. Begin jaren dertig zong ze voor de radio en werd zo opgemerkt door bandleider Rudy Vallee, die haar uitnodigde regelmatig in zijn radio-show te komen zingen.
Van 1935 tot 1938 trad ze op in de show van Dick Powell. 'Hollywood Hotel'. Ook had ze haar eigen programma. In die tijd begon ze ook in films te spelen: haar debuut was Every Night at Eight (1935), waarin ze "I'm in the Mood for Love" zong, speciaal voor haar geschreven. De song zou voor altijd met haar naam verbonden blijven. Daarna volgden films als Broadway Melody of 1936 (1935), Born to Dance (1936) en Yankee Doodle Dandy (1942), een film waarin James Cagney speelde en waarin ze 'Over There' zong. In verschillende films trad ze als zichzelf op. In totaal speelde ze in zo'n veertig (minor) speelfilms, voornamelijk kleine rollen. Haar laatste rol was in de film 'The Glenn Miller Story'.

## Bob Hope en Don Ameche
Vanaf 1941 zong ze met regelmaat in de show van Bob Hope. Tijdens de oorlog ging ze met Hope en andere artiesten op U.S.O.-tournees door Europa, Noord-Afrika en in landen in Australazië. Ze was populair onder de soldaten. Ze schreef tevens een column voor de kranten van Hearst, waarin ze schreef over haar ervaringen. Een en ander was de basis voor de film 'Purple Heart Diary' (1951). Met Hope zou Langford tot in de jaren 80 werken, onder andere tijdens de oorlogen in Korea en Vietnam. In 1989 trad ze op in een televisie-special over Bob Hope's U.S.O.-tours, 'Entertaining the Troops'.
Eind jaren veertig werkte ze in de radioshow van Spike Jones. Ook had ze onder meer een programma, in 1951, met Don Ameche, een spin-off van het populaire radioprogramma The Bickersons. De twee hadden in 1950 en 1951 ook een ander televisieprogramma, Star Time.

## Huwelijken
Langford was drie keer getrouwd, met acteur Jon Hall (1938-1955), Ralph Evinrude (1955-1986) en Harold Stuart (1986-1994). Met Evinrude had ze een strandmotel waar ze ook optrad.
Langford is geëerd met een ster op de Hollywood Walk of Fame vanwege haar filmwerk.
Ze stierf aan de gevolgen van hartfalen.

## Discografie (selectie)
- So Many Memories (compilatie), Jasmine
- Sweet Heartache (compilatie, opnames 1933-1942), Flare
- I'm in the Mood for Love (compilatie, opnames 1935-1942), ASV Living Era
- Serenade (compilatie, opnames 1933-1947), Flare
- April in My Heart (compilatie, opnames 1934-1937), Flare

- Bibliothèque nationale de France: cb13944081r (data)
- Gemeinsame Normdatei: 1060299232
- International Standard Name Identifier: 0000 0000 2874 1143
- Library of Congress Control Number: n85129725
- MusicBrainz: 57ec3f0e-7754-48a0-9421-f13daaa6c9d5
- National Archives and Records Administration: 10568498
- SNAC: w6d83mmz
- Système universitaire de documentation: 243694393
- Virtual International Authority File: 34648342
- WorldCat: E39PBJp9mhK34Bv7tYbFFJ94bd

1. ↑  http://flwomenshalloffame.org/bio/frances-langford-stuart/.